# Шварцбург-Зондерсхаузен
Шварцбург-Зондерсхаузен (на немски: Fürstentum Schwarzburg-Sondershausen) е княжество в Свещената римска империя в днешна Тюрингия от 1599 до 1918 г.
Княжеството има 862 км² (1910) и 89 917 (1910) жители. Управлява се от графовете от фамилията Дом Шварцбург, които през 1697 г. сатават князе. Столица е град Зондерсхаузен. През 1918 г. княжеството е към Свободната държава Шварцбург-Зондерсхаузен и през 1920 г. в страната Тюрингия (1920 – 1952).

## История
Линията Шварцбург-Зондерсхаузен е образувана от Йохан Гюнтер I (1532 – 1586) от Графство Шварцбург. Наследниците му с Албрехт VII си разделят територията на Шварцбургите чрез договор на 21 ноември 1599 г. на Шварцбург-Зондерсхаузен и Шварцбург-Рудолщат. Император Леополд I издига през 1697 г. графовете братя Кристиан Вилхелм (1647 – 1721) и Антон Гюнтер II цу Арнщат (1653 – 1716) на князе.
Карл Гюнтер (1830 – 1909) е последният княз на Шварцбург-Зондерсхаузен от 17 юли 1880 г. до смъртта си на 28 март 1909 г. Той умира бездетен.
Последният регент на двете княжества до Ноемврийската революция 1918 г. е княз Гюнтер Виктор (1852 – 1925) в Personalunion.

- Дворец резиденция в Зондерсхаузен
- Княз Карл Гюнтер